# Бёзель
Бёзель (нем. Bösel) — община в Германии, в земле Нижняя Саксония.
Входит в состав района Клоппенбург. Население составляет 7533 человека (на 31 декабря 2010 года). Занимает площадь 100,1 км².
| Год  | Население |
| ---- | --------- |
| 1990 | 5740      |
| 1995 | 6667      |
| 2000 | 7086      |
| 2005 | 7499      |
| 2010 | 7560      |